# Pielgrzymka (gromada w powiecie jasielskim)
Pielgrzymka – dawna gromada, czyli najmniejsza jednostka podziału terytorialnego Polskiej Rzeczypospolitej Ludowej w latach 1954–1972.
Gromady, z gromadzkimi radami narodowymi (GRN) jako organami władzy najniższego stopnia na wsi, funkcjonowały od reformy reorganizującej administrację wiejską przeprowadzonej jesienią 1954 do momentu ich zniesienia z dniem 1 stycznia 1973, tym samym wypierając organizację gminną w latach 1954–1972.
Gromadę Pielgrzymka z siedzibą GRN w Pielgrzymce utworzono – jako jedną z 8759 gromad na obszarze Polski – w powiecie jasielskim w woj. rzeszowskim na mocy uchwały nr 22/54 WRN w Rzeszowie z dnia 5 października 1954. W skład jednostki weszły obszary dotychczasowych gromad Pielgrzymka, Kłopotnica i Zawadka Osiecka ze zniesionej gminy Osiek Jasielski oraz obszar dotychczasowej gromady Folusz ze zniesionej gminy Dębowiec tymże powiecie. Dla gromady ustalono 15 członków gromadzkiej rady narodowej.
1 stycznia 1960 gromadę zniesiono, włączając jej obszar do gromad Osiek Jasielski (wsie Pielgrzymka, Kłopotnica i Zawadka Osiecka) i Dębowiec (wieś Folusz) w tymże powiecie.